# إغرم أمازدار (محمد إزل)
إغرم أمازدار هو دُوَّار يقع بجماعة إكنيون، إقليم تنغير، جهة درعة تافيلالت في المملكة المغربية. ينتمي الدوّار لمشيخة محمد إزلا التي تضم دواوير. ايت اعزى وايت واحليم وايت اسفول و يقدر عدد سكانه بـ 1026 نسمة حسب الإحصاء الرسمي للسكان والسكنى لسنة 2004.

## روابط خارجية
- البوابة الوطنية للجماعات الترابية
- المندوبية السامية للتخطيط